# ارکیده علفی آفریقایی
ارکیده علفی آفریقایی (نام علمی: Disa) نام یک سرده از زیرخانواده ثعلب‌واران است.